# Castel Sham
Castel Sham (in inglese Sham Castle) si trova in un sobborgo di Bath nella regione di Sud Ovest  nella contea di Somerset, Inghilterra. Si tratta di un falso castello e la sua costruzione risale al XVIII secolo.

## Storia

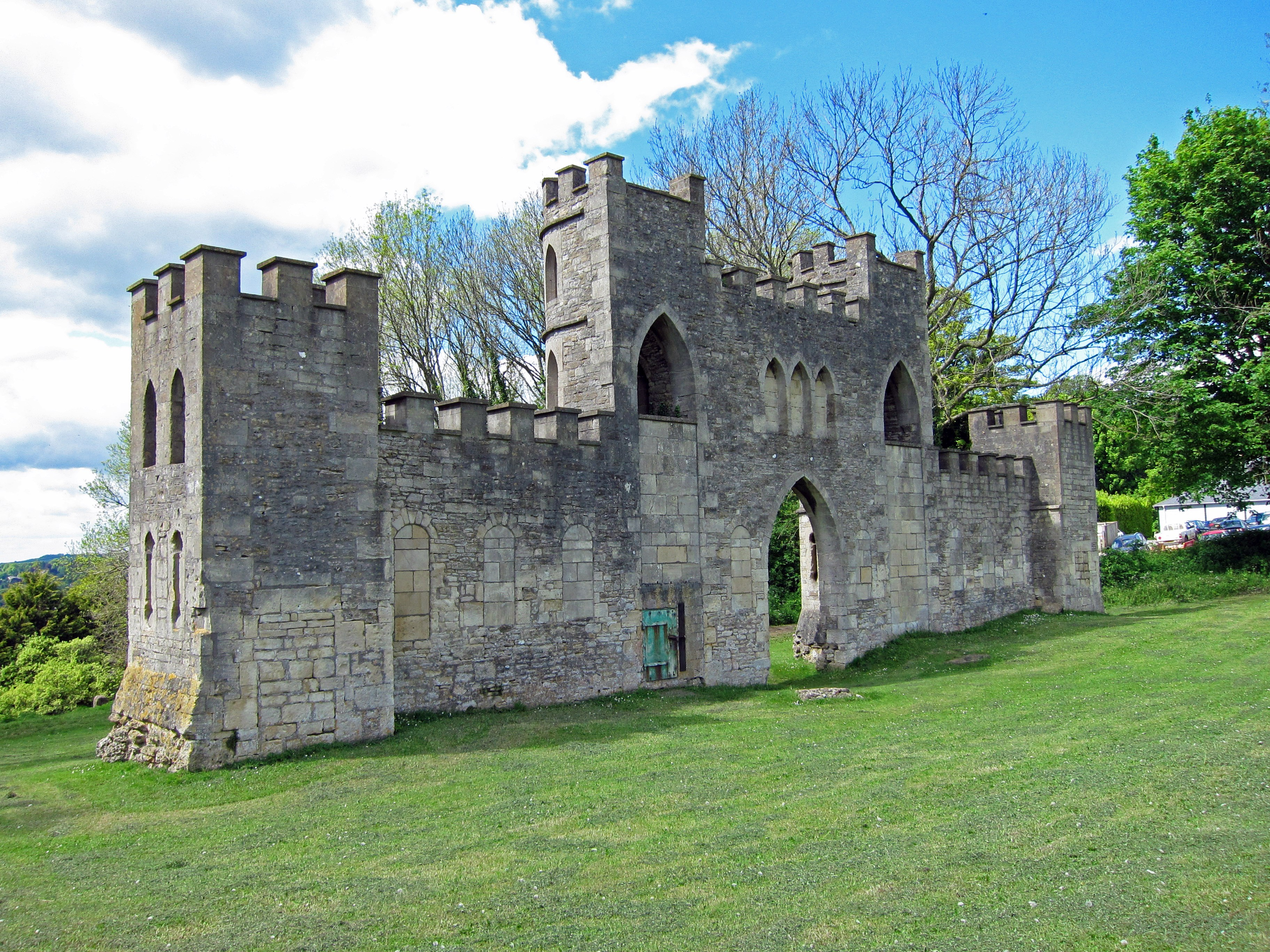
Facciata posteriore del castello

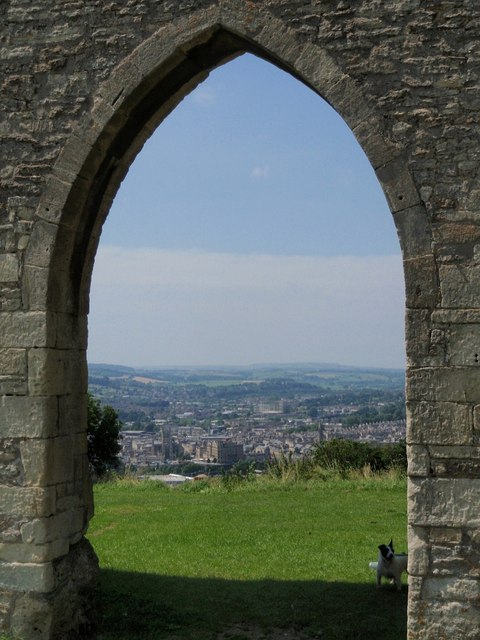
Vista dal portale di castel Sham

A metà del XVIII secolo, secondo una nuova moda seguita da facoltosi imprenditori e proprietari terrieri inglesi, si iniziò a costruire finte rovine antiche, spesso in stile gotico. Queste torri, mura e castelli, anche se di nuova costruzione, sembravano già crollare. Sham Castle è uno di questi capricci architettonici probabilmente progettato nel 1755 dall'architetto Sanderon Miller e costruito nel 1762 dal capomastro Richard James per Ralph Allen col solo scopo di migliorare scenograficamente il paesaggio che vedeva dalla sua residenza nella città di Bath. La struttura fu eretta utilizzando pietre provenienti da alcune cave situate vicino e così uno dei ruoli svolti dal castello fu anche quello di fare pubblicità per alla roccia locale. Il finto castello fu ristrutturato nel 1921 quando fu ufficialmente ceduto alla città di Bath.

## Descrizione
La struttura è una falsa rovina che si limita alla sola facciata senza un vero edificio a completarla. Il castello si trova nelle vicinanze della cittadina di Bath accanto ad un campo da golf. Consiste in un semplice muro pensato per assomigliare all'ingresso di una grande fortezza medievale in stile gotico inglese. La facciata ha finestre ornate e torri in stile medievale solo sul lato anteriore. Il lato posteriore del muro è molto semplice non avendo altra funzione che essere la facciata posteriore.

### Bene tutelato come edificio storico
L'English Heritage ha classificato Castel Sham come edificio storico di secondo grado col numero 1312449.